# Вишња Петровић (певачица)
Вишња Петровић је српска певачица и глумица. 
Каријеру је започела улогом у серији Село гори, а баба се чешља, а прославила се учешћем у ријалити програму Задруга.
Први сингл Човек прави објавила је 2018. године.

## Филмографија
- Село гори, а баба се чешља - пекарка (2007)[2]

## Дискографија

### Синглови
- Човек прави (2018)
- Извини гаде (2020)
- Психо (2021)
- Кида бивша (2021)
- Задњи метак (2022)
- Малаксалост (2022)[3]
- Резистентна (2024)
- Едерлези (2024)
- Ненормална (2024)
- Болесно (2024)
- У инат душманима (2024) дует са Урошем Живковићем
- Ева (2025)